# Suzana Amaral
Pour les articles homonymes, voir Amaral.
Suzana Amaral Rezende, née à São Paulo (Brésil) le 28 mai 1932 et morte dans cette ville le 25 juin 2020, est une réalisatrice et scénariste brésilienne.
Elle est surtout connue pour son film A Hora da Estrela sorti en 1985.

## Biographie
La carrière cinématographique d'Amaral commence à l'âge de 37 ans lorsqu'elle entre à l'école de cinéma de l'université de São Paulo. Après avoir obtenu son diplôme, elle enseigne à l'université pendant trois ans et commence à travailler pour Radio and Television Cultura. Au cours de sa carrière de 14 ans à Radio et Télévision Cultura, elle produit environ cinquante documentaires, films et pièces de théâtre pour la station. En 1976, elle s'installe à New York pour obtenir un diplôme en cinéma à la Tisch School of the Arts de l'Université de New York. Elle obtient ce diplôme en 1978.

## A Hora da Estrela
Le premier long métrage d'Amaral et son œuvre la plus connue, A Hora da Estrela, sort en 1985. Basé sur le roman du même nom de Clarice Lispector, le film se concentre sur la vie d'une jeune protagoniste troublée, Macabéa (Marcélia Cartaxo), vivant à São Paulo. Selon la critique de cinéma Nissa Torrents, « le film bouscule de nombreux stéréotypes dans sa présentation de la protagoniste féminine, qui n'est ni belle ni bourgeoise. Anti-héroïne, affamée d'affection et de respect, elle erre dans la vie à la recherche d'une image qu'elle puisse adopter et adapter ». Le film est bien accueilli à sa sortie et est soumis à la 59e cérémonie des Oscars du meilleur film en langue étrangère. De plus, il est inscrit au 36e Festival international du film de Berlin, où l'actrice Marcélia Cartaxo remporte l'Ours d'argent de la meilleure actrice. Au Festival du film de Brasilia en 1985, le film remporte le prix du meilleur film et Amaral celui du meilleur réalisateur. De plus, le film remporte également le prix du meilleur film au Festival du film de La Havane en 1986. Amaral est choisie comme meilleure réalisatrice au Festival international du film féminin de 1986.
A Hora da Estrela a été tourné en quatre semaines avec un budget de 150 000 $, financé à 70 % par Embrafilme. Le succès d'A Hora da Estrela conduit Amaral à une notoriété immédiate, même si aucun de ses autres films n'a connu un tel succès.

## Vie privée
Amaral a eu neuf enfants, dont l'un est né alors qu'elle poursuivait ses études de cinéma à São Paulo. Elle a déclaré qu'elle s'était « totalement consacrée à la maternité pendant 10 ans » avant de décider de poursuivre son rêve de faire du cinéma. Elle est divorcée. Amaral est une fervente adepte des films de Bollywood et a déclaré qu'elle souhaitait que les films indiens viennent au Brésil en grand nombre. Amaral était bouddhiste.

## Filmographie partielle

### Au cinéma(réalisation et scénario)
- 1985 : A Hora da Estrela
- 2001 : Uma Vida em Segredo (pt)
- 2009 : Hotel Atlântico (pt)

### À la télévision(réalisation)
- 1993 : Procura-se  (mini-série télévisée, 3 épisodes)

## Récompenses et distinctions
- (en) Suzana Amaral: Awards, sur l'Internet Movie Database